# NGC 7831
NGC 7831 (również IC 1530, PGC 569 lub UGC 60) – galaktyka spiralna (Sb), znajdująca się w gwiazdozbiorze Andromedy. Odkrył ją Lewis A. Swift 20 września 1885 roku.